# Savezi velikih loža u Južnoj Americi
Na području kontinenta Južna Amerika djeluje nekoliko nacionalnih i internacionalnih saveza slobodnozidarskih velikih loža. U državama poput Brazila i Kolumbije djeluje više regularnih velikih loža koje svoje nadležnosti dijele na područjima federalnih jedinica (savezne države i departmani) država u kojma se nalaze.  

## Bolivarska masonska konfederacija
Bolivarska masonska konfederacija (španj. Confederación Masónica Bolivariana), skraćeno CMB, je latinoamerički slobodnozidarski savez osnovan 1990. godine koji okuplja regularne velike lože u bolivarskim zemlje koje su članice Međuameričke masonske konfederacije (CMI).
Bolivarska masonska konfederacija je osnovana 13. srpnja 1990. godine u Cúcuti, Kolumbija, kada je održan prvi kongres ove organizacije. Konfederacija je okupila sve Bolivarske zemlje, Kolumbiju, Boliviju, Ekvador, Panamu, Peru i Venezuelu, odnosno zemlje koje je vojskovođa, državnik i mason Simón Bolívar vodio do neovisnosti od Španjolskog imperija.
Osnivački akt Konfederacije je ratificiran u studenom 1997. godine u Santiagu de Cali, Kolumbija, na sedmom kongresu kada je izrađeni i statut ove slobodnozidarske organizacije.
Konfederacijom upravlja Glavna skupština, koju čine veliki majstori velikih loža, a ona se redovito sastaje najmanje jednom godišnje.
Konfederacija u 2024. godini ima 11 članica, i to:
- Velika loža Bolivije
- Velika loža Ekvadora
- Nacionalna velika loža Kolumbije[a]
- Velika loža Kolumbije[b]
- Zapadna velika loža Kolumbije[c]
- Najuzvišenija nacionalna velika loža Kolumbije[d]
- Orijentalna velika loža Kolumbije "Francisco de Paula Santander"
- Velika loža Anda[e]
- Velika loža Paname
- Velika loža Perua
- Velika loža Republike Venezuele

## Masonska konfederacija Brazila
Masonska konfederacija Brazila (port. Confederação Maçônica do Brasil), skraćeno COMAB, je savez velikih orijenata u Brazilu formiran s ciljem povezivanja i organiziranja neovisnih velikih orijenata koji su osnovani, uglavnom, u podjelama koje su se dogodile unutar pokrajinskih velikih orijenata u strukturi Velikog orijenta Brazila (GOB) 1973. godine. Svaka veliki orijent u svojoj nadležnosti ima jednu od 27 brazilskih federalnih jedinica. 
Smatraju se regularnim slobodnim zidarstvom. Do kolovoza 2024. godine, samo četiri članice Konfederacije imaju neovisno priznanje kao regularna velika loža od strane Ujedinjene velike lože Engleske.

### Članstvo
Sve članice Konfederacije, kojih je ukupno 25, podijeljene su u pet regija. U članstvu nema nadležnosti u saveznim državama Espírito Santo i Tocantins.
- Regija srednjeg zapada (Região Centro-Oeste) ima četiri velika orijenta:[5]
  -  Slobodnozidarski veliki orijent Federalnog distrikta – djeluje u Brazilskom federalnom distriktu.
  -  Veliki orijent Goiás – djeluje u saveznoj državi Goiás (GO).
  -  Veliki orijent Mato Grosso Do Sul – djeluje u saveznoj državi Mato Grosso do Sul (MS).[f]
  -  Veliki orijent Mato Grosso – djeluje u saveznoj državi Mato Grosso (MT).[f]
- Regija sjeveroistok (Região Nordeste) ima devet velika orijenta:[6]
  -  Veliki orijent Alagoas – djeluje u saveznoj državi Alagoas (AL).
  -  Veliki orijent Bahia – djeluje u saveznoj državi Bahia (BA).
  -  Veliki orijent Ceará – djeluje u saveznoj državi Ceará (CE).
  -  Veliki orijent Države Maranhão – djeluje u saveznoj državi Maranhão (MA).
  -  Veliki orijent Paraiba – djeluje u saveznoj državi Paraíba (PB).
  -  Neovisni veliki orijent Pernambuco  – djeluje u saveznoj državi Pernambuco (PE).
  -  Veliki orijent Piaui – djeluje u saveznoj državi Piauí (PI).
  -  Veliki orijent Rio Grande do Norte – djeluje u saveznoj državi Rio Grande do Norte (RN).[f]
  -  Veliki orijent Sergipe – djeluje u saveznoj državi Sergipe (SE).
- Regija sjever (Região Norte) ima šest velikih orijenata:[7]
  -  Veliki orijent Države Acre – djeluje u saveznoj državi Acre (AC).
  -  Veliki orijent Amapá – djeluje u saveznoj državi Amapá (AP).
  -  Veliki orijent Amazonasa – djeluje u saveznoj državi Amazonas (AM).
  -  Veliki orijent Pará – djeluje u saveznoj državi Pará (PA).
  -  Veliki orijent Rondônije – djeluje u saveznoj državi Rondônia (RO).
  -  Veliki orijent Roraima – djeluje u saveznoj državi Roraima (RR).
- Regija jugoistok (Região Sudeste) ima tri velika orijenta:[8]
  -  Veliki orijent Minas Gerais – djeluje u saveznoj državi Minas Gerais (MG).
  -  Veliki orijent Rio de Janeiro – djeluje u saveznoj državi Rio de Janeiro (RJ).
  -  Veliki orijent Paulista – djeluje u saveznoj državi São Paulo (SP).[f]
- Regija jug (Região Sul) ima tri velika orijenta:
  -  Veliki orijent Parana – djeluje u saveznoj državi Paraná (PR).[f]
  -  Veliki orijent Rio Grande do Sul – djeluje u saveznoj državi Rio Grande do Sul (RS).[f]
  -  Veliki orijent Santa Catarina – djeluje u saveznoj državi Santa Catarina (SC).[f]

## Masonska federacija Čilea
Masonska federacija Čilea (španj. Federación Masónica de Chile) je savez liberalnih velikih loža u Čileu, koje su većinom i članice CLIPSAS-a.
Federacija u 2024. godini ima pet članica, i to:
- Velika mješovita loža Čilea
- Veliki orijent Čilea
- Veliki orijent Latinske Amerike
- Velika ženska loža Čilea
- Velika autonomna loža Čilea

## Kolumbijska masonska konfederacija
Kolumbijska masonska konfederacija (španj. Confederación Masónica Colombiana) je savez regularnih velikih loža u Kolumbiji. Osnovana je s ciljem integracije slobodnozidarske vlasti na nacionalnoj razini te osiguranja i održavanja jedinstva načela i aktivnosti na području Kolumbije. Konfederacija je osnovana 1949. godine. Članice djeluju u različitim departmanima Kolumbije.
Konfederacija u 2024. godini ima šest članica, i to:
- Velika loža Kolumbije[b] – djeluje u glavnom gradu Bogotá i 14 departmana: Antioquia, Boyacá, Cundinamarca, Huila, Meta, Tolima, Caldas, Amazonas, Caquetá, Vichada, Vaupés, Guanía, Casanare i Putumayo.
- Zapadna velika loža Kolumbije[c] – djeluje u šest departmana: Valle del Cauca, Risaralda, Quindío, Caldas, Nariño i Chocó.
- Nacionalna velika loža Kolumbije[a] – djeluje u četiri departmana: Atlántico, Cesar, Magdalena i La Guajira.
- Najuzvišenija nacionalna velika loža Kolumbije[d] – djeluje u tri departmana: Bolívar, Sucre te San Andrés i Providencia.
- Orijentalna velika loža Kolumbije "Francisco de Paula Santander" – djeluje u departmanu Norte de Santander.
- Velika loža Anda[e] – djeluje u departmanu Santander.

Departman Caldas jedini je u kojem se preklama djelovanje dvije velike lože.

## Konfederacija simboličkog slobodnog zidarstva Brazila
Konfederacija simboličkog slobodnog zidarstva Brazila (port. Confederação da Maçonaria Simbólica do Brasil), skraćeno CMSB, savez je 27 regularnih velikih loža u Brazilu od kojih svaka velika loža u svojoj nadležnosti ima jednu od 27 brazilskih federalnih jedinica. Konfederacija putem svojih članica okuplja više od tri tisuće loža i sto tisuća članova.
Konfederacijom upravlja Glavna skupština koju čine veliki majstori svih velikih loža, a vode je predsjednik i glavni tajnik koji se biraju na jednogodišnji mandat.
Svaka članica Konfederacije je neovisno priznata kao regularna velika loža od strane Ujedinjene velike lože Engleske.

### Članstvo
Članice saveza su sljedeće velike lože:
- Velika loža Države Acre – djeluje u saveznoj državi Acre (AC).
- Velika loža Države Alagoas – djeluje u saveznoj državi Alagoas (AL).
- Velika loža Amapá – djeluje u saveznoj državi Amapá (AP).
- Velika loža Amazonas – djeluje u saveznoj državi Amazonas (AM).
- Velika loža Države Bahia – djeluje u saveznoj državi Bahia (BA).
- Velika loža Države Ceará – djeluje u saveznoj državi Ceará (CE).
- Velika loža Države Espírito Santo – djeluje u saveznoj državi Espírito Santo (ES).
- Velika loža Države Goiás – djeluje u saveznoj državi Goiás (GO).
- Velika loža Države Maranhão – djeluje u saveznoj državi Maranhão (MA).
- Velika loža Mato Grosso – djeluje u saveznoj državi Mato Grosso (MT).
- Velika loža Države Mato Grosso Do Sul – djeluje u saveznoj državi Mato Grosso do Sul (MS).
- Velika loža Države Minas Gerais – djeluje u saveznoj državi Minas Gerais (MG).
- Velika loža Pará – djeluje u saveznoj državi Pará (PA).
- Velika loža Države Paraiba – djeluje u saveznoj državi Paraíba (PB).
- Velika loža Države Parana – djeluje u saveznoj državi Paraná (PR).
- Velika loža Pernambuco – djeluje u saveznoj državi Pernambuco (PE).
- Velika loža Piaui – djeluje u saveznoj državi Piauí (PI).
- Velika loža Države Rio de Janeiro – djeluje u saveznoj državi Rio de Janeiro (RJ).
- Velika loža Države Rio Grande do Norte – djeluje u saveznoj državi Rio Grande do Norte (RN).
- Velika loža Države Rio Grande do Sul – djeluje u saveznoj državi Rio Grande do Sul (RS).
- Velika loža Države Rondônije – djeluje u saveznoj državi Rondônia (RO).
- Velika loža Države Roraima – djeluje u saveznoj državi Roraima (RR).
- Velika loža Santa Catarina – djeluje u saveznoj državi Santa Catarina (SC).
- Velika loža Države São Paulo – djeluje u saveznoj državi São Paulo (SP).
- Velika loža Države Sergipe – djeluje u saveznoj državi Sergipe (SE).
- Velika loža Države Tocantins – djeluje u saveznoj državi Tocantins (TO).
- Velika loža Brazilskog federalnog distrikta – djeluje u Brazilskom federalnom distriktu.

## Nacionalna masonska konfederacija Brazila
Nacionalna masonska konfederacija Brazila (port. Confederação Nacional da Maçonaria do Brasil), skraćeno CNMB, je savez tradicionalnih velikih loža u Brazilu. Neke članice su ujedno i članice saveza SOGLIA.
Konfederacija u 2024. godini ima šest članica, i to:
- Velika loža slobodnih i prihvaćenih zidara Brazila
- Velika svjetska masonska loža (GLMM)
- Unija neovisnih masonskih loža (UniLojas)
- Velika brazilska loža "Mistična zvijezda" (GLOBEM)
- Velika ujedinjena južnoamerička loža (GLUSA)
- Brazilsko nacionalno simboličko masonstvo (MSNB)